# ددنمادندان
ددنمادندان (نام علمی: Theropsodon) نام یک سرده از راسته ددکمانان است.